# Lijst van rijksmonumenten in Baarle-Nassau
De plaats Baarle-Nassau telt 15 inschrijvingen in het rijksmonumentenregister. Hieronder een overzicht. 
| Object | Oorspronkelijke functie?  | Bouwjaar              | Architect | Locatie          | Coördinaten?                  | Nr.?   | Afbeelding                                                             |
| --- | ------------------------- | --------------------- | --------- | ---------------- | ----------------------------- | ------ | ---------------------------------------------------------------------- |
| Boerderij waarvan het woongedeelte bestaat uit begane-grond onder hoog, met pannen gedekt zadeldak tussen gevels met in- en uitzwenkende contouren en tussentrappen | Boerderij                 | 17e eeuw              |           | Boschoven 8      | 51° 27' 16" NB, 4° 55' 59" OL | 8532   | Meer afbeeldingen                                                      |
| Huis met zij-trapgevels en sierankers | Woonhuis                  | 1639 (jaarankers)     |           | Singel 12        | 51° 26' 35" NB, 4° 55' 49" OL | 8533   | Huis met zij-trapgevels en sierankers                                  |
| Hardstenen pomp met vier schamppalen | Straatmeubilair           | 1809                  |           | Singel bij 1     | 51° 26' 36" NB, 4° 55' 50" OL | 8534   | Meer afbeeldingen                                                      |
| Woonhuis van het type Kempisch verdiepinghuis, ten dele gelegen in een Belgische enclave, ten dele in Nederland                                                     | Woonhuis                  | tweede kwart 17e eeuw |           | Loveren 19       | 51° 26' 39" NB, 4° 55' 4" OL  | 506252 | Upload foto                                                            |
| Langsdeelschuur | Boerderij                 | 18e eeuw              |           | Boschoven 6      | 51° 27' 13" NB, 4° 55' 52" OL | 506253 | Upload foto                                                            |
| Woonhuis | Woonhuis                  | tweede kwart 17e eeuw |           | Loveren 24A      | 51° 26' 40" NB, 4° 55' 7" OL  | 506263 | Upload foto                                                            |
| Dienstwoningencomplex | Dienstwoning              | 1906                  |           | Grensweg 2       | 51° 24' 9" NB, 4° 56' 11" OL  | 521506 | Dienstwoningencomplex                                                  |
| Complex dienstwoningen | Dienstwoning              | 1906                  |           | Grensweg 10      | 51° 24' 5" NB, 4° 56' 7" OL   | 521507 | Complex dienstwoningen                                                 |
| Complex dienstwoningen | Dienstwoning              | 1906                  |           | Grensweg 18      | 51° 24' 3" NB, 4° 56' 6" OL   | 521508 | Complex dienstwoningen                                                 |
| Complex dienstwoningen | Dienstwoning              | 1906                  |           | Grensweg 20      | 51° 24' 3" NB, 4° 56' 5" OL   | 521509 | Complex dienstwoningen                                                 |
| Vrijstaand looierijgebouw aan de doorgaande weg net buiten het centrum                                                                                              | Industrie                 | 1875-1900             |           | Chaamseweg 9a    | 51° 26' 41" NB, 4° 55' 27" OL | 521510 | Vrijstaand looierijgebouw aan de doorgaande weg net buiten het centrum |
| Patronaat | Vergadering en vereniging | 1907                  |           | Nieuwstraat 14   | 51° 26' 37" NB, 4° 55' 43" OL | 521515 | Patronaat                                                              |
| Langgevelboerderij | Boerderij                 | ca. 1890              |           | Nijhoven 9       | 51° 26' 22" NB, 4° 57' 4" OL  | 521516 | Meer afbeeldingen                                                      |
| Woonhuis met winkel | Woonhuis                  | 1926                  |           | Kerkplein 2      | 51° 26' 34" NB, 4° 55' 51" OL | 521518 | Woonhuis met winkel                                                    |
| Station Baarle-Nassau | Transport                 | 1867                  |           | Stationsstraat 2 | 51° 26' 34" NB, 4° 55' 39" OL | 521519 | Station Baarle-Nassau                                                  |

's-Hertogenbosch ·
Alphen-Chaam ·
Altena ·
Asten ·
Baarle-Nassau ·
Bergeijk ·
Bergen op Zoom ·
Bernheze ·
Best ·
Bladel ·
Boekel ·
Boxtel ·
Breda ·
Cranendonck ·
Deurne ·
Dongen ·
Drimmelen ·
Eersel ·
Eindhoven ·
Etten-Leur ·
Geertruidenberg ·
Geldrop-Mierlo ·
Gemert-Bakel ·
Gilze en Rijen ·
Goirle ·
Halderberge ·
Heeze-Leende ·
Helmond ·
Heusden ·
Hilvarenbeek ·
Laarbeek ·
Land van Cuijk ·
Loon op Zand ·
Maashorst ·
Meierijstad ·
Moerdijk ·
Nuenen, Gerwen en Nederwetten ·
Oirschot ·
Oisterwijk ·
Oosterhout ·
Oss ·
Reusel-De Mierden ·
Roosendaal ·
Rucphen ·
Sint-Michielsgestel ·
Someren ·
Son en Breugel ·
Steenbergen ·
Tilburg ·
Valkenswaard ·
Veldhoven ·
Vught ·
Waalre ·
Waalwijk ·
Woensdrecht ·
Zundert